# Lepithrix knersvlaktensis
Lepithrix knersvlaktensis är en skalbaggsart som beskrevs av Dombrow 2007. Lepithrix knersvlaktensis ingår i släktet Lepithrix och familjen Melolonthidae. Inga underarter finns listade i Catalogue of Life.